# ميخائيل هنتر (مؤرخ)
ميخائيل هنتر (بالإنجليزية: Michael Hunter)‏ هو مؤرخ بريطاني، ولد في 1949 في Harting ‏ في المملكة المتحدة.